# Theodor Körner
Theodor Körner šlechtic von Siegringen ( [ˈteːoˌdoːɐ̯ ˈkœʁnɐ]; 23. dubna 1873 Komárom – 4. ledna 1957 Vídeň) byl rakouský politik, rakouský prezident v letech 1951 až 1957.

## Život
Jeho rodina pocházela z Chrastavy, kde se narodili i jeho sourozenci Rosa a Richard, a kde také několik let navštěvoval základní školu. Jeho otec byl důstojník v rakousko-uherské armádě, v době jeho narození sloužil v maďarském Újszőny (dnešní Komárom). Theodor Körner také nastoupil vojenskou kariéru, studoval na vojenských školách v Hranici a Vídni. V roce 1894 byl povýšen na poručíka, v roce 1904 na majora a stal se členem generálního štábu. Během první světové války působil na italské frontě, v roce 1924 svou vojenskou kariéru skončil již s hodností generála.
V roce 1924 se stal členem sociální demokracie a od toho roku byl poslancem horní komory rakouského parlamentu, kde zastupoval Vídeň. Po nástupu austrofašismu byl, stejně jako řada dalších sociálních demokratů, uvězněn. Propuštěn byl koncem roku 1934 s podmínkou, že nebude pokračovat v politické činnosti. Věnoval se tedy vojenské vědě, patřil k velkým odpůrcům války se Sovětským svazem. Krátce zadržen byl také po atentátu na Adolfa Hitlera v roce 1944, ale spojitost s atentátníky mu nebyla dokázána.
Po válce byl v dubnu 1945 jmenován vídeňským starostou. Po smrti prvního poválečného rakouského prezidenta Karla Rennera se stal kandidátem sociální demokracie na prezidenta v první přímé volbě (Karla Rennera i meziválečné prezidenty volil parlament) a celkem překvapivě zvítězil, když obdržel 51 % hlasů. Vzhledem k malým pravomocem prezidenta měl méně povinností než jako starosta Vídně.
V roce 1956 utrpěl mozkovou mrtvici, na jejíž následky v roce 1957 zemřel, stále v úřadu prezidenta. Až do své smrti zůstal svobodný.